# Arvid Gumælius (ingenjör)
För andra betydelser, se Arvid Gumælius (olika betydelser).
Olof Arvid Engelbrekt Gumælius, född 12 maj 1874 i Avesta, död 1960, var en svensk bergsingenjör.
Gumælius tog examen vid Bergsskolan i Filipstad 1897, och arbetade därefter först som ingenjör vid Vikmanshyttan i Dalarna. 1914-1931 var han överingenjör vid Österby bruk i Uppland och fram till år 1939 överingenjör vid Fagerstakoncernen.
Ett stort intresse var Österby bruks långa kontinuerliga historia som vallonbruk.
I Tekniska museets arkiv förvaras Gumælius stora samling avskrifter av brev och andra handlingar rörande Upplands bergslag med tillhörande bruk, främst Österby bruk.